# Skenäsleden
Skenäsleden är en färjeled som går över Bråviken mellan Skenäs och Säter på väg 891. Leden är 1020 meter lång och trafikeras av frigående färja. Överfartstiden är cirka 6 minuter. Leden trafikeras av den frigående färjan ”M/S Freja” som tar 48 bilar/tur. Systerfartyget M/S Fredrika är reservfärja.

## Historia
Eftersom staden Söderköping blev en viktig handelsstad under medeltiden, ökade behovet att organisera en transport över Bråviken, som alternativ till att färdas genom den mörka Kolmården, och detta, tillsammans med drottning Kristinas behov att nå vänner på Vikbolandet bidrog till en organiserad överfart redan på 1600-talet.
Tidigare gick färjeleden mellan Kvarsebo och Färjestaden, men sedan 1959 går färjan mellan Skenäs och Säter. Nära Skenäs färjeläge ligger slottsruinen vid Skenäs.

## Färjor
- 1959-1974 Färja 219 [4]
- 1974-1979 Färja 247 [4]
- 1979-1997 M/S Ulrika [4]
- 1997-2006 M/S Svea [4]
- Sedan år 2006 trafikeras Skenäsleden av färjan M/S Fredrika.

Under 2010 var Skenäsleden flera gånger inställd på grund av reparationer av propellerdriften på färjan Fredrika som är nästan 40 år gammal. Sommaren 2020 var det åter problem med färjans propellrar med inställd trafik som följd.